# Kaan Akca
Kaan Akca (* 21. Februar 1994 in Köln) ist ein deutsch-türkischer Fußballspieler. Der offensive Mittelfeldspieler steht beim FC Pesch unter Vertrag.

## Karriere
Akca begann seine Karriere beim CfB Ford Niehl und spielte danach für Bayer 04 Leverkusen, bevor er nach England zur Jugend des FC Chelsea ging. 2008 wechselte er in die C-Jugend von Fortuna Düsseldorf. Für dessen zweite Mannschaft kam er am 25. Mai 2013 beim 1:1 gegen den MSV Duisburg II zu seinem ersten Einsatz in der Regionalliga West. Zur Saison 2013/14 rückte er fest in den Kader der zweiten Mannschaft auf. Am 28. September 2013 erzielte Akca beim 4:1-Sieg gegen den SC Wiedenbrück sein erstes Tor zur 1:0-Führung nach 10 Minuten. Im Januar 2015 fuhr er mit der ersten Mannschaft ins Trainingslager. Nachdem Akca am 25. April 2015 beim Heimspiel gegen den TSV 1860 München erstmals im Kader der ersten Mannschaft gestanden hatte, unterschrieb er am 6. Mai 2015 seinen ersten Profivertrag mit einer Laufzeit bis zum 30. Juni 2018. Zwei Tage später debütierte er bei der 0:2-Niederlage gegen den VfR Aalen in der 2. Bundesliga. Dies blieb sein einziger Einsatz für Fortunas erste Mannschaft. Nach der Spielzeit 2017/18 wurde Akcas Vertrag in Düsseldorf nicht verlängert und er war mehrere Monate vereinslos. Im November 2018 schloss er sich bis Saisonende dem Oberligisten FSV Duisburg an. Anschließend stand er knapp sechs Monate beim SG Köln-Worringen unter Vertrag. Seit Januar 2020 spielt Akca beim FC Pesch in der Mittelrheinliga.